# Ben Okri
Ben Okri, OBE (* 15. března 1959 Minna) je nigerijský spisovatel. Jeho tvorba bývá řazena k postkoloniální literatuře: podává kritický obraz současné africké reality (etnické násilí, korupce, represe vůči opozici, sociální nespravedlnost), přičemž se styl vyprávění inspiruje tradiční mytologií i autory magického realismu. Vydal dvanáct románů, sbírky poezie An African Elegy a Mental Fight a esejistickou knihu A Time for New Dreams.
Jeho otec pocházel z kmene Urhobo, matka byla národnosti Igbo. Od dvou do šesti let žil Ben s rodinou v Anglii, pak se vrátili do Nigérie, kde jeho otec provozoval právnickou praxi. Okri nesměl v Nigérii studovat kvůli svým protivládním novinovým článkům, odešel proto v roce 1978 do Anglie, kde navštěvoval kursy literární historie na University of Essex. Původně dostával státní stipendium, které však později nigerijská vláda zastavila a Okri musel žít jako bezdomovec. Po ukončení školy působil v redakci BBC World Service a časopisu West Africa, roku 1980 vydal první knihu Flowers and Shadows, za povídkovou knihu Incidents at the Shrine obdržel v roce 1987 literární cenu Commonwealth Foundation. Jeho nejúspěšnější román Hladová cesta obdržel roku 1991 Man Bookerovu cenu a roku 1994 italské ocenění Premio Grinzane Cavour. V roce 2001 mu byl udělen Řád britského impéria, má čestný doktorát University of Exeter a SOAS, University of London, je členem Královské literární společnosti a Mezinárodního PEN klubu.
V roce 2014 dostala jeho kniha The Age of Magic anticenu Bad Sex in Fiction Award.

## Knihy v češtině
- Hladová cesta (román). Volvox Globator, Praha 2000, překlad Věra Šťovíčková-Heroldová, ISBN 80-7207-387-7
- Město červeného prachu (sbírka povídek). Vyšehrad, Praha 2003, překlad Věra Šťovíčková-Heroldová, ISBN 80-7021-618-2